# Ла-Барбен
Ла-Барбе́н (фр. La Barben) — коммуна на юго-востоке Франции в регионе Прованс — Альпы — Лазурный Берег, департамент Буш-дю-Рон, округ Экс-ан-Прованс, кантон Пелиссан.

## Географическое положение
Коммуна расположена на расстоянии около 620 км южнее Парижа и в 45 км на северо-западнее Марселя. Высота над уровнем моря составляет 87—204 м. Население на 2008 год — 703 человека. Площадь — 22,85 км2. Плотность населения — 30,77 человек/км2.

## Демография
Динамика населения в период 1793—2008 годов (CASSINI — INSEE):